# Pravo glasa žena na Novom Zelandu
Žensko pravo glasa je bilo jedno od važnih političkih pitanja na Novom Zelandu krajem 19. stoljeća. Odgovor je na to pitanje je došao u obliku činjenice da je među svim danas postojećim neovisnim državama upravo Novi Zeland bio prvi koji je dao pravo glasa ženama na nacionalnim izborima.
Pokret za žensko pravo glasa na Novom Zelandu je započeo s Kate Sheppard, koja je prije toga osnovala novozelandski ogranak Ženske kršćanske trezvenjačke unije. Sheppard je kao zagovornica trezvenjačkog pokreta smatrala kako će se zakoni protiv konzumacije i distribucije alkoholnih pića lakše donijeti ako iza parlamenta budu stajale žene-glasači. U tu je svrhu kampanju započela 1885. godine.
Od 1887. se prijedlog o davanju općeg prava glasa ženama nalazio na dnevnom redu novozelandskog parlamenta, ali mu je sve do 1893. za nekoliko glasova nedostajala potrebna većina. Te je godine zakon s uvjerljivom većinom prošao u donjem domu, ali je Zakonodavno vijeće Novog Zelanda (gornji dom) bilo podijeljeno pola-pola. Populistički premijer Richard Seddon je nastojao jednog člana tog tijela natjerati da promijeni stav i glasa protiv ženskog prava glasa. Dva zastupnika koja su prethodno bila protiv su iz protesta odlučili promijeniti glas u "za".
Izborni zakon s pravom glasa za žene je dobio kraljevski pristanak od guvernera Lorda Glasgowa 19. rujna 1893., a žene su prvi put glasale na izborima 1893, 28. studenoga 1893. (Izbori za maorska mjesta su održani 20. prosinca).
Novozelandske žene nisu imale aktivno biračko pravo do 1919. kada je donesen Women's Parliamentary Rights Act. Prva žena član parlamenta na Novom Zelandu bila je Elizabeth McCombs 1933.